# Tramea minuta
Tramea minuta is een libellensoort uit de familie van de korenbouten (Libellulidae), onderorde echte libellen (Anisoptera).
De wetenschappelijke naam Tramea minuta is voor het eerst geldig gepubliceerd in 1982 door De Marmels & Rácenis.